# Tetun Dili jezik
Tetun dili jezik (dili tetum, tetum, tetum dili, tetum praça, tetum prasa, tetun; ISO 639-3: tdt), kreolski jezik kojim govori 50 000 ljudi (1995) na sjevernoj obali Istočnog Timora.
Temelji se na tetunskom, jednom od timorskih jezika. Sve je značajniji u urbanim središtima.

## Vanjske poveznice
- Ethnologue (14th)
- Ethnologue (15th)
- MultiTree: Tetun Dili